# Tératome sacro-coccygien
 Mise en garde médicale
Le tératome sacro-coccygien est une maladie rare qui se présente le plus fréquemment chez les enfants de sexe féminin.
Il s'agit d'une tumeur le plus souvent bénigne, détectable avant la naissance et qui ne survient que chez 1 nouveau-né sur 35 000-40 000.
Il peut également affecter des enfants et des adultes.

## Classification
Les tératomes de ce type se classifient selon la Classification d'Altman, qui distingue quatre types selon la localisation et l'extension pelvienne de la tumeur.

## Développement embryonnaire
Le tératome sacro-coccygien se développe à partie de cellules ayant migré dans une mauvaise direction. Les tumeurs congénitales kystiques évoluent alors aux dépens des cellules pluri-potentielles, capables de constituer des tissus dérivés des trois feuillets embryonnaires (ectoblaste, mésoblaste et endoblaste).